# ARP spoofing

Imagem ilustrativa

Em redes de computadores, ARP spoofing (falsificação de ARP), ARP cache poisoning (envenenamento de cache ARP) ou ARP poison routing (roteamento de envenenamento de ARP), é uma técnica pela qual um invasor envia mensagens (falsificadas) do Address Resolution Protocol (ARP) para uma rede local. Geralmente, o objetivo é associar o endereço MAC do atacante ao endereço IP de outro hospedeiro, como o gateway padrão, fazendo com que qualquer tráfego destinado a esse endereço IP seja enviado ao atacante.
A falsificação ARP pode permitir que um atacante intercepte quadros de dados em uma rede, modifique o tráfego ou interrompa todo o tráfego. Geralmente, o ataque é usado como uma abertura para outros ataques, como negação de serviço, homem no meio ou ataques de sequestro de sessões.
O ataque só pode ser usado em redes que usam ARP e exige que o invasor tenha acesso direto ao segmento de rede local a ser atacado.